# Sonet 71 (William Szekspir)

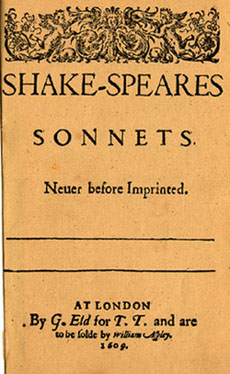
Strona tytułowa pierwszego wydania sonetów Shakespeare’a

Sonet 71 (Gdy umrę, żałuj mnie tak długo miły) – jeden z cyklu sonetów autorstwa Williama Shakespeare’a. Po raz pierwszy został opublikowany w 1609 roku.

## Treść
W sonecie tym podmiot liryczny, który przez niektórych badaczy jest utożsamiany z autorem, prosi tajemniczego młodzieńca o nierozpaczanie po jego śmierci. Argumentuje to tym, że mogłoby się to spotkać z nieprzychylnymi reakcjami w społeczeństwie:
By nie mógł mądry świat, twą boleść widząc
Żalu twojego po mnie witać szydząc.